# Nojima Stella Kanagawa Sagamihara
Nojima Stella Kanagawa Sagamihara (jap. ノジマステラ神奈川相模原) ist ein japanischer Frauenfußballverein aus Sagamihara.
2012 wurde der Klub ursprünglich als Nojima Stella Kanagawa als Betriebssportverein des Elektronik-Händlers Nojima gegründet. Zunächst repräsentierte der Verein die gesamte Präfektur Kanagawa. Als 2014 der Vereinsname zu Nojima Stella Kanagawa Sagamihara erweitert wurde, wurde Sagamihara der feste Vereinssitz. In der Nihon Joshi Soccer League 2016 ist Nojima Stella Kanagawa Sagamihara in die Division 1 der Nadeshiko League aufgestiegen. 2017 erreichte der Klub das Finale im Kaiserinnenpokal. 2021 gehörte Nojima Stella Kanagawa Sagamihara zu den Gründungsmitgliedern der WE League.